# Aikatsu!
Aikatsu! (jap. アイカツ!), skrót od Idol Katsudō! (jap. アイドルカツドウ Aidoru Katsudō!; ang. Idol Activities!) – kolekcjonerska gra karciana firmy Bandai. Gra skupia się wokół korzystania z kolekcjonerskich kart przedstawiających różne ubrania, aby pomóc aspirującym idolkom przejść przez przesłuchania. Adaptacja anime wyprodukowana przez Sunrise rozpoczęła swoją emisję 8 października 2012 roku.

## Fabuła
Seria opowiada o dziewczynie imieniem Ichigo Hoshimiya, która wraz ze swoją najlepszą przyjaciółką Aoi Kiriyą zapisuje się do Starlight Academy (jap. スターライト学園 Sutāraito Gakuen) – szkoły dla początkujących idolek. Uczennice Akademii wykorzystują system Aikatsu, który polega na wybieraniu stroju przez idolki na swoje przesłuchania wykorzystując kombinację kart.

## Bohaterowie

### Starlight Academy
Ichigo Hoshimiya (jap. 星宮 いちご Hoshimiya Ichigo)
Seiyū: Sumire Morohoshi 
Śpiew: Waka z STAR☆ANIS
Pierwszym marzeniem Ichigo było odziedziczenie sklepu matki sprzedającego bentō na wynos. Pewnego dnia wraz z przyjaciółką i młodszym bratem poszła na koncert Mizuki Kanzaki, który wywarł na niej duże wrażenie. Zachęcana przez matkę do podążania za swoim własnym marzeniem postanawia zostać idolką. Na swoim pierwszym występie udaje jej się przejść casting do Starlight Academy wraz ze swoją najlepszą przyjaciółką Aoi. Widok ciężko pracującej Mizuki zmotywował Ichigo do pracy nad rozwojem swoich umiejętności. Ichigo wierzy, że wspólnie z Aoi ukończą Starlight Academy i zostaną idolkami. Jej nauczyciel, Johny Bepp nazywa ją Starmiya (od star – jap. hoshi – gwiazda)
Poprzez pierwsze dwa sezony anime widać, jak Ichigo rozwija się, aby z nowicjuszki zostać top idolką, co udaje jej się w filmie. W odc. 49-50 startuje w przesłuchaniach na Królową Szkoły (Starlight Queen Cup), lecz przegrywa z Mizuki.
W odc. 37 razem z Aoi i Ran zakłada zespół Soleil. W odc. 40 Soleil, Tristar (Mizuki, Kaede, Yurika) oraz Otome i Sakura z Powapowa Puririn zostają połączone w STAR☆ANIS, aby ruszyć na letnią trasę koncertową.
Ichigo jest też członkinią Aikatsu8 (8 najlepszych idolek w świecie Aikatsu) przez dwa lata – sez. 2 i 3.
Tuż po Starlight Queen Cup Ichigo wyjeżdża do Ameryki, aby rozwijać dalej swoje Aikatsu. Wraca rok później (odc. 51) jeszcze silniejsza i gotowa na nowe okoliczności. Później łączy siły z Seirą Otoshiro, najlepszą uczennicą z konkurencyjnej szkoły, aby stawić czoła WM, duetowi Mizuki i Mikuru. W odc. 100 Ichigo i Seira (jako 2wings) wygrywają z WM, przerywając dobrą passę Mizuki.
W filmie Ichigo razem z przyjaciółkami organizuje wydarzenie zwane Great Starmiya Ichigo Festival, po którym zostaje top idolką. W rankingu Aikatsu od tamtej chwili zajmuje 1. miejsce (wcześniej zajmowała je Mizuki).
Ulubioną marką Ichigo jest Angely Sugar. Obecnie posiada 5 strojów o rzadkości Premium Rare: Aurora Kiss Coord (zdobyty w odc. 9), Star Festival Coord (odc. 48), Mermaid Pisces Coord (odc. 64), Angely Gemini Coord (odc. 98) i Lilac Fairy Coord (film).
Aoi Kiriya (jap. 霧矢 あおい Kiriya Aoi)
Seiyū: Azusa Tadokoro 
Śpiew: Fūri z STAR☆ANIS
Bliska przyjaciółka Ichigo z dzieciństwa, która ma zwykle posiada wiele poufnych informacji na temat idoli. Podczas egzaminów wstępnych do Starlight Academy Aoi odpowiedziała poprawnie na wszystkie pytania dotyczące idoli. Po rozpoczęciu nauki w Akademii wykonuje doskonale wszystkie swoje szkolenia i treningi. Jest również dużo bardziej dojrzała niż Ichigo i czasem naprowadza ją na właściwe tory. Obserwuje inne idolki przed występami, aby dowiedzieć się o ich słabościach. Dzięki temu zyskuje przydomek „Idol Professor”. Aoi boi się, że nie zdoła wytrwać razem z Ichigo w Starlight Academy na długo.
W odc. 37 razem z Ichigo i Ran zakłada zespół Soleil. W odc. 40 Soleil, Tristar (Mizuki, Kaede, Yurika) oraz Otome i Sakura z PowaPowa Puririnzostają połączone w STAR☆ANIS, aby ruszyć na letnią trasę koncertową.
Pod koniec sezonu 3 Aoi dostaje się do 8 najlepszych idolek – Aikatsu8.
W odc. 49 Aoi startuje w eliminacjach Starlight Queen Cup, lecz nie awansuje do finału. Po wyjeździe Mizuki i Ichigo, Aoi ponownie startuje w przesłuchaniach, lecz ostatecznie przegrywa z Otome.
Aoi okazuje się być świetna aktorką. Popularność zyskuje dzięki serii filmów „Naughty Detectives” i „Naughty Police Chief”, w których Aoi gra jedną z głównych ról. W odc. 90 kręci teledysk z jej udziałem, promujący markę Futuring Girl.
Ulubioną marką Aoi jest Futuring Girl. Obecnie posiada 3 stroje o rzadkości Premium Rare: Milky Way Cosmic Coord (odc. 9), Kaleido Mirror Coord (odc. 40) i Crystal Aquarius Coord (odc. 71).
Ran Shibuki (jap. 紫吹 蘭 Shibuki Ran)
Seiyū: Ayaka Ohashi 
Śpiew: Sunao (dawniej), Yuna (obecnie) z STAR☆ANIS
Koleżanka z klasy Ichigo, który potajemnie obserwuje Ichigo i Aoi. Wie, że nie będą zawsze razem i pewnego dnia zwrócą się przeciwko sobie. W przeciwieństwie do Ichigo i Aoi, Ran jest profesjonalną idolką i ma aurę podobną do Mizuki. Była trochę samotna po tym jak jej przyjaciółka i była współlokatorka, Mako, musiała zrezygnować ze Starlight Academy, ale szybko zaprzyjaźnia się z Ichigo i Aoi. Ukrywa swoje uczucia przed innymi, nazywana jest „Beautiful Blade”, która nigdy się nie uśmiecha. Jednak w głębi duszy jest bardzo miłą i niezwykle szczerą osobą. Lubi, kiedy wszyscy mówią do niej „Ran”, nie „Ran-chan”. W odc. 57 okazuje się, że jest skrytą fanką Ebi-pona, wyjątkowo śmiesznego szopa.
Ran pragnie być modelką. W odc. 23 startuje w przesłuchaniach na Muzę Spicy Ageha – jej ulubionej marki; jednak przegrywa.
Przez krótki czas Ran była członkinią zespołu Tristar – tria, które założyła Mizuki. Jednak z powodu tęsknoty za swoimi przyjaciółkami, Mizuki decyduje się wypisać Ran z zespołu.
W odc. 37 razem z Ichigo i Aoi zakłada zespół Soleil. W odc. 40 Soleil, Tristar (Mizuki, Kaede, Yurika) oraz Otome i Sakura z PowaPowa Puririn zostają połączone w STAR☆ANIS, aby ruszyć na letnią trasę koncertową.
Pod koniec sezonu 3 Ran dostaje się do 8 najlepszych idolek – Aikatsu8. W odc. 49 Ran startuje w eliminacjach Starlight Queen Cup, lecz nie awansuje do finału.
Ulubioną marką Ran jest Spicy Ageha. Obecnie posiada 3 stroje o rzadkości Premium Rare: Rose Bonbon Coord (odc. 9), Multicolor Coord (odc. 23) i King Leo Coord (odc. 57).
Otome Arisugawa (jap. 有栖川 おとめ Arisugawa Otome)
Seiyū: Tomoyo Kurosawa 
Śpiew: Remi z STAR☆ANIS
Zadebiutowała w drugiej serii kart do gry. Pełna życia dziewczyna chodząca do innej klasy niż Ichigo. Uwielbia słodkie rzeczy i często wykrzykuje różne powiedzonka takie jak ”Love you” (jap. らぶ、ゆー; pl. Kocham cię) i ”Peko-Pekorin” (jap. ペコペコリーン). Otome, podobnie jak Ichigo, jest trochę niezdarna i boi się, że będzie popełni błąd podczas prawdziwego występu. Dlatego jej ćwiczenia i treningi zaczynają się na długo przez jej występami. Otome jest bardzo pracowita i stara się z całego serca na koncertach. Jest ambasadorką marki Pop'n Popcorn.
Wysiłki Otome okazują się opłacalne – pomimo braku awansu do finału Starlight Queen Cup w odc. 49, po wyjeździe Mizuki i Ichigo pokonuje w finale Aoi, zostając tym samym Starlight Queen.
W odc. 38 Otome zakłada „niezależny” zespół Powa Powa Puririn (zwany też PowaPuri), którego członkiniami zostają, oprócz niej, Sakura Kitaōji oraz Shion Kamiya. W odc. 40 Soleil (Ichigo, Aoi, Ran), Tristar (Mizuki, Kaede, Yurika) oraz PowaPowa Puririn zostają połączone w STAR☆ANIS, aby ruszyć na letnią trasę koncertową. Shion jednak ogłosiła, że nie wstąpi do zespołu.
Otome jest też członkinią Aikatsu8 w sezonie 2.
Jej ulubioną marką jest Happy Rainbow. Obecnie posiada 3 stroje o rzadkości Premium Rare: Tropical Basket Coord (odc. 15), Marble Candy Coord (odc. 30) i Lollipop Taurus Coord (odc. 83).
Yurika Tōdō (jap. 藤堂 ユリカ Tōdō Yurika)
Seiyū: Manami Numakura 
Śpiew: Moe (dawniej), Remi z STAR☆ANIS
Zadebiutowała w trzeciej serii kart do gry. Koleżakna z klasy Otome. Sama siebie nazywa „ponad 600-letnim dhampirem”. Zawsze chodzi z parasolem, aby chronić siebie przed słońcem. Poza publicznym okiem jednak jest ona bardziej zwykłą dziewczyną, która jest uzależniona od romantycznych mang o wampirach, chce wykorzystać te scenariusze, aby się wyróżnić (o czym wie tylko Ichigo i jej przyjaciółki). Lubi ramen o smaku czosnkowym, co wydaje się być sprzeczne z jej charakterem i imagem.
Dzięki swojemu sposobowi bycia, Yurika zyskuje rzesze fanów. Zazwyczaj cicha i pewna siebie, czasami zdarza się, że Yurika pokazuje swoją prawdziwą twarz.
Po odejściu Ran z Tristar, Yurika zostaje powołana w jej miejsce. W odc. 40 Soleil (Ichigo, Aoi, Ran), Tristar oraz Otome i Sakura z PowaPowa Puririn zostają połączone w STAR☆ANIS, aby ruszyć na letnią trasę koncertową.
Yurika pod koniec sezonu 2 jest też w najlepszej ósemce – Aikatsu8.
Jej ulubioną marką jest LoLi GoThiC. Obecnie ma 2 stroje o rzadkości Premium Rare: Goth Magic Coord (odc. 20) i Nightmare Capicorn Coord (odc. 89).
Sakura Kitaōji (jap. 北大路さくら Kitaōji Sakura)
Seiyū: Kiyono Yasuno 
Śpiew: Eri z STAR☆ANIS
Po raz pierwszy widzimy ją w 26 odcinku Aikatsu!. Podobnie, jak Ichigo, jej marzeniem jest być sławną idolką jak Mizuki. Pochodzi ze znanej rodzinnej trupy o nazwie „Kitaōji Theatre”, gdzie nauczyła się wielu japońskich sztuk, odkąd była mała. Sakura jest grzeczną, cichą i pracowitą dziewczyną. Dzięki pomocy Ichigo (jej koupai) oraz przyjaciół, z czasem nabrała pewności siebie. W odc. 124 zastępuje Otome jako Starlight Queen.
Krótko po swoim debiucie w Starlight Academy Sakura zostaje członkinią PowaPowa Puririn, razem z Otome i Shion. W odc. 40 Soleil (Ichigo, Aoi, Ran), Tristar (Mizuki, Kaede, Yurika) oraz PowaPowa Puririn zostają połączone w STAR☆ANIS, aby ruszyć na letnią trasę koncertową. Shion jednak ogłosiła, że nie wstąpi do zespołu.
Pod koniec sezonu 3 Sakura dostaje się do najlepszej ósemki – Aikatsu8.
Jej ulubioną marką jest Aurora Fantasy. Obecnie posiada 1 strój o rzadkości Premium Rare: Blooming Coord (odc. 30).
Kaede Ichinose (jap.  一ノ瀬かえで  Ichinose Kaede)
Seiyū: Yūna Mimura 
Śpiew: Yuna z STAR☆ANIS
Kaede debiutuje w 33 odcinku Aikatsu! jako „super idolka”, która chce dostać się do zespołu Mizuki. Kaede pochodzi z Ameryki, gdzie występowała m.in. w reklamach sieci restauracji „Kaede Sushi”. W swoich wypowiedziach używa dużo angielskich wyrazów. Jest przyjacielska i fascynuje się magią. Czasami zdarza się, że Kaede robi jakieś sztuczki, np. raz wyskoczyła z wielkiego pudełka, które było przesyłką dla Otome i Sakury. To ona zainspirowała Ichigo do wyjazdu do Ameryki.
Kaede dostaje się do Tristar – zespołu, którego pozostałymi członkiniami są Mizuki i Ran (zastąpiona przez Yurikę). W odc. 40 Soleil (Ichigo, Aoi, Ran), Tristar oraz PowaPowa Puririn (Otome, Sakura, Shion*) zostają połączone w STAR☆ANIS, aby ruszyć na letnią trasę koncertową.
Kaede raz też występuje pod szeregami PowaPuri, jako zastępstwo za Shion. Ma to miejsce w odc. 60.
Jej ulubiona marką jest Magical Toy. Obecnie posiada 1 strój o rzadkości Premium Rare: Clown Carnival Coord (odc. 34).
Mizuki Kanzaki (jap. 神崎 美月 Kanzaki Mizuki)
Seiyū: Minako Kotobuki 
Śpiew: Risuko z STAR☆ANIS
Top idolka, która opiekuje się przyszłymi idolkami z Akademii (z czasem nie tylko). Miła, elegancka i spokojna, imponuje profesjonalizmem. Czasami jednak pokazuje wśród przyjaciół swoją nieco wstydliwą twarz. Stanowi to swoisty kontrast osobowości. Po powrocie w sezonie drugim, Mizuki wydaje się być bardziej weselsza i spokojniejsza.
Mizuki rozpoczęła karierę w czwartej klasie szkoły podstawowej jako „chidol”. Jakiś czas później, z niewiadomych przyczyn, zniknęła na około rok. Po tym czasie wstąpiła do Starlight Academy, szturmem podbijając świat Aikatsu. Wygrywała wszystko, w czym tylko startowała. Przez cały swój okres w Starlight Academy, była nieprzerwanie Starlight Queen. W odc. 50, będąc uczennicą pierwszej klasy liceum, Mizuki postanawia pójść własną drogą i odchodzi ze Starlight Academy.
Mizuki chwilowo powraca w odc. 63. W rozmowie z Ichigo wyjaśnia, że po odejściu ze Starlight Academy zaczęła pracę jako doradczyni w Dream Academy – konkurencyjnej szkole, kształtując nowe idolki. Jednak po pewnym czasie, rezygnuje z pracy.
Wielki powrót następuje w odc. 75. Potem Mizuki zakłada własną agencję idolek – Moonlight Office.
Przez cały czas Mizuki nadal wygrywała wszystkie konkursy. Dobrą passę przerywa jednak zwycięstwo 2wings (duetu Ichigo i Seiry) w odc. 100.
Mizuki była liderką wielu zespołów – Tristar [założonego w odc. 36 tria razem z Kaede i Ran (później Yuriką)], STAR☆ANIS [połączonych Tristar, Soleil (Ichigo, Aoi, Ran) oraz Otome i Sakury z Powapowa Puririn], WM [(Double M) duetu z Mikuru Natsuki – pierwszą klientką Moonlight Office, w której Mizuki odkryła „cud”] oraz dwukrotnie Aikatsu8 (najlepszej ósemki).
Mizuki miała dwie ulubione marki: Love Queen oraz Love Moonrise (powstałej jako ewolucja tej pierwszej). Obecnie ma 3 stroje o rzadkości Premium Rare. Spod marki Love Queen jest to Royal Moon Coord (odc. 50), a spod Love Moonrise: Mysterious Virgo Coord (odc. 75) oraz Shine Witch Coord (film).
Akari Ōzora (jap.  大空あかり  Ōzora Akari)
Seiyū: Shino Shimoji 
Śpiew: Ruka z STAR☆ANIS (AIKATSU☆STARS!)
Akari debiutuje w odc. 76 jako wielka fanka Ichigo. W zasadzie to dzięki niej dziewczyna dostaje się do Starlight Academy. Bywa nieco głupiutka, ale jest wesołą osobą. Nieraz też denerwuje się, szczególnie przed występami. Imponuje determinacją, z czasem pragnie „świecić własnym światłem”. Nabiera pewności siebie i staje się bardziej skoncentrowana na tym, co robi.
Na początku bardzo chciała być taka jak Ichigo: nawet miała taka sama fryzurę oraz jej amuletem była drewniana łyżka. Po dostaniu się do szkoły, Akari odkrywa, że musi zacząć pracować nad swoją osobowością. Pomaga w tym jej przyjaciółka i współlokatorka, Yū Hattori. Za namową dyrektorki Orihime, bierze udział w słynnym z morderczych treningów obozie.
Wraz z początkiem sezonu trzeciego, Akari zostaje nową bohaterką anime. Po tym, jak dach w jej pokoju zaczął przeciekać, Akari i Yū musiały zmienić apartamenty. Poznaje wtedy swoje najlepsze przyjaciółki: Sumire Hikami, Hinaki Shinjō i Juri Kurebayashi. Sumire zostaje nową współlokatorka Akari.
Z czasem zaczyna też pracę w porannym programie telewizyjnym. Jej segmentem jest prognoza pogody, nazywana „Ōzora Weather”. Zostaje też opiekunką Rin Kurosawy, jednak więcej czasu spędza z drugą nową uczennicą, Madoką Amahane. Z Madoką zakłada też swój pierwszy zespół: Skips♪.
Potem Akari dostaje się do najlepszej ósemki (Aikatsu8), zakłada też z Sumire i Hinaki zespół Luminas. Pod koniec sezonu trzeciego Luminas rusza na trasę koncertową po Japonii.
Pierwsze trzynaście odcinków sezonu 4 skupia się na tej trasie. W jej trakcie Akari poznaje znane i aspirujące idolki: w Hokkaido są to Nono Daichi i Lisa Shirakaba, w Okinawie – Minami Hateruma, w Osace – Nina Dōjima.
W odcinku 177 spełnia się największe marzenie Akari: zostaje Starlight Queen.
Ulubioną marka Akari jest Dreamy Crown. Obecnie posiada 5 strojów o rzadkości Premium Rare: Odette Swan Coord (odc. 107), Sleeping Aurora Coord (film), Thumbelina Bouquet Coord (odc. 123), Girly Violin Coord (odc. 147) i White Sky Veil Coord (odc. 170).
Sumire Hikami (jap. 氷上 スミレ Hikami Sumire)
Seiyū: Yū Wakui 
Śpiew: Mona z STAR☆ANIS (AIKATSU☆STARS!)
Sumire została idolką dzięki jej siostrze, Azusie, która uznała, że będzie się do tego nadawać. Debiutuje w odc. 102 jako nowa współlokatorka Akari. Jest wyjątkowo piękną i spokojną dziewczyną, której głos oczrowuje wszystkich. Z tego powodu jest nazywana „Blooming Ice Flower of the Stage”. Na początku woli być sama, jednak zmienia się po poznaniu Akari.
Specjalnością Sumire jest wróżenie. Lubi też pić czerwona herbatę. Za każdym razem, kiedy ktoś z jej otoczenia jest chory, przesyła mu specjalną herbatę swojej siostry, znana z leczniczych właściwości.
W odc. 117 Sumire wystartowała w przesłuchaniach, których zwyciężczyni miała szansę na wydanie swojej debiutanckiej płyty. Symire wygrywa to przesłuchanie, a jej płyta „Tarte・Tatin” szybko zyskuje popularność.
W odc. 127 Sumire zostaje mentorką Madoki Amahane. Jednak jakiś czas później, Sumire dostaje szansę na założenie zespołu. Jej partnerką zostaje inna z uczennic – Rin Kurosawa. Debiut „Dancing Diva” szybko staje się przyczyną powstawania kolejnych zespołów, takich jak Skips (Akari, Madoka), Passionate✮Jalapeño (Hinaki, Juri), czy Sweet & Soft☆Nadeshiko (Miyabi, Kokone).
Sumire też dostaje się do Aikatsu8, oraz razem z Akari i Hinaki tworzy zespół Luminas.
Bierze też udział w Starlight Queen Cup, jednak z powodu wpadki podczas występu, zajmuje ósme miejsce.
Ulubioną marką Sumire jest LoLi GoThiC. Posiada 3 stroje o rzadkości Premium Rare: Snow Princess Coord (odc. 108), Growth Dorothy Coord (odc. 144) i Blue Empress Coord (odc. 166).
Hinaki Shinjō (jap. 新条ひなき  Shinjō Hinaki)
Seiyū: Yui Ishikawa 
Śpiew: Miki z AIKATSU☆STARS!
Hinaki jest energetyczną i wyjątkowo doświadczona idolką, ponieważ w show-biznesie jest już od małego a jej rodzice pracują dla magazynu modowego. Swego czasu pracowała razem z Juri. Uwielbia modę i chce być modelką. W swoich wypowiedziach używa nieformalnych wyrazów, np. zamiast „otsukare” mówi „otsuka”, a zamiast „yoroshiku” – „yoro”. Czasem też zwraca się do siebie jako „Hina”.
Po poznaniu Akari wyczula w niej świeżość, która stała się motorem działań dziewczyny. W odcinku 132 zakłada z Juri zespół Passionate✮Jalapeño, a w 147 Luminas – razem z Akari i Sumire.
Startuje też w Starlight Queen Cup, zajmując 2. miejsce.
Ulubioną marką Hinaki jest ViVid Kiss. Posiada 4 stroje o rzadkości Premium Rare: Clara Carol Coord (odc. 114), Bubbles Mermaid Coord (odc. 120), Peter Adventure Coord (odc. 141) i Street Art Coord (odc. 169).
Orihime Mitsuishi (jap. 光石 織姫 Mitsuishi Orihime)
Seiyū: Kaya Matsutani 
Dyrektorka szkoły Starlight Academy. Była kiedyś sławną na cały kraj idolką, jedną z członkiń legendarnej grupy Masquerade.